# Konrad (III.) (HRR)

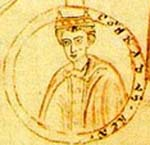
Konrad III. von Italien

Der Salier Konrad (* 12. Februar 1074 im Kloster Hersfeld; † 27. Juli 1101 in Florenz) war römisch-deutscher König von 1087 bis 1098 und König von Italien von 1093 bis 1098. Weiterhin war er von 1076 bis 1087 Herzog von Niederlothringen und Markgraf von Turin.
Da Konrad ausschließlich zu Lebzeiten seines Vaters römisch-deutscher König war, wird er in den Herrscherlisten des Heiligen Römischen Reiches nicht mit einer eigenen Ordnungsnummer geführt; zur Unterscheidung von anderen Königen gleichen Namens erfolgt die eingeklammerte Ordnungszahl. Er darf aber nicht mit König Konrad III. (1093/1094–1152) aus dem staufischen Haus verwechselt werden.

## Leben
Konrad wurde in Hersfeld als zweiter Sohn von Kaiser Heinrich IV. und Bertha von Turin geboren (ein älterer Bruder, Heinrich, war Anfang August 1071 geboren und gestorben). Konrad wurde bereits im Alter von zwei Jahren als Nachfolger seines Vaters anerkannt und war auf dem Gang seines Vaters nach Canossa zwischen 1076 und 1077 dabei. Zugleich wurde er Herzog von Niederlothringen und damit dem erwarteten Gottfried von Bouillon vorgezogen. Konrad wurde in der Obhut des Erzbischofs Thedald von Mailand († 1085) zurückgelassen und lebte fortan in Italien.
Die Königsweihe erhielt er am 30. Mai 1087 in Aachen. Konrad wechselte 1093, nach älterer Meinung angeblich unter dem Einfluss der Markgräfin Mathilde von Tuszien, in das gregorianische Lager und damit zu den Gegnern seines Vaters; noch im gleichen Jahr wurde er in Mailand zum König von Italien gekrönt. Konrad leistete 1095, kurz nach der Synode von Piacenza, dem Papst Urban II. in Cremona den Sicherheitseid und versah den Stratordienst (das Führen des Pferdes wie ein Knecht als Unterwürfigkeitsgeste). Urban II. sicherte Konrad daraufhin die Kaiserkrönung zu. Noch im gleichen Jahr vermittelte Urban II. (mit Mathilde von Tuszien) die Heirat zwischen Konrad und Konstanze, Tochter des Grafen Roger I. von Sizilien.
Auf diese Ereignisse reagierte sein Vater in einer Reichsversammlung im April 1098 in Mainz. Heinrich IV. ließ Konrad durch ein Fürstengericht für abgesetzt erklären und gleichzeitig den jüngeren Sohn Heinrich zum Nachfolger bestimmen. Dadurch konnte Konrad kaum noch auf das politische Geschehen in Italien Einfluss nehmen. Konrad starb schon 27-jährig „bedeutungslos geworden“ 1101 in Florenz, wo er in der Kathedrale Santa Reparata beigesetzt wurde, die heute durch den Dom Santa Maria del Fiore überbaut ist.

## Regesten
- Böhmer, J. F., Regesta Imperii III. Salisches Haus 1024-1125. Teil 2: 1056-1125. 3. Abt.: Die Regesten des Kaiserreichs unter Heinrich IV. 1056 (1050) - 1106. 5. Lief.: Die Regesten Rudolfs von Rheinfelden, Hermanns von Salm und Konrads (III.). Verzeichnisse, Register, Addenda und Corrigenda, bearbeitet von Gerhard Lubich, unter Mitwirkung von Dirk Jäckel/Matthias Weber, sowie Cathrin Junker/Lisa Klocke/Markus Keller, Köln/Weimar/Wien 2018, ISBN 978-3-412-51149-4, (Digitalisat).